# Gérard de Vaucouleurs
Gérard Henri de Vaucouleurs (25 d'abril de 1918 – 7 d'octubre de 1995) era un astrònom francès.

## Vida i trajectòria professional
Va néixer a París, va tenir un interès primerenc en l'astronomia amateur i va rebre la seva llicenciatura el 1939 a la Sorbonne en aquesta ciutat. Després del servei militar en la Segona Guerra Mundial, va reprendre la seva recerca de a l'astronomia.
Tenia un anglès fluid, va passar del 1949 al 1951 a Anglaterra, 1951-1957 a Austràlia, aquest últim a Mount Stromlo Observatory, 1957-1958 a l'Observatori Lowell d'Arizona i 1958-1960 a Harvard. El 1960 va ser nomenat membre de la Universitat de Texas a Austin, on va passar la resta de la seva carrera. Va morir d'un atac de cor a casa d'Austin a l'edat de 77.
Es va especialitzar en l'estudi de les galàxies i va ser coautor de Third Reference Catalogue of Bright Galaxies, amb la seva dona Antoniette (1921-1987), un astrònom company de la Universitat de Texas a Austin i col·laborador de tota la vida. La seva especialitat inclou reanalitzar els atles de galàxies del Hubble i del Sandage i recalcular els mesuraments de distància, utilitzant un mètode de mitjana de molts tipus diferents de mètriques com la lluminositat, els diàmetres de les galàxies d'anell, cúmuls d'estrelles més brillants, etc, en un mètode que ell el va anomenar "la difusió dels riscos". Durant la dècada de 1950 va impulsar la idea que els cúmuls galàctics s'agrupaven en supercúmuls.
De Vaucouleurs va modificar la seqüència del Hubble, és una variant àmpliament utilitzada de la seqüència estàndard de Hubble.
De Vaucouleurs va ser guardonat amb el Premi Henry Norris Russell per l'American Astronomical Society el 1988. Va ser guardonat amb el Premi Jules Janssen de la Societat Astronòmica de França, el mateix any.